# Opéra reale di Versailles
L'Opéra reale di Versailles (in francese: Opéra royal de Versailles) è il principale teatro della Reggia di Versailles. Disegnato da Ange-Jacques Gabriel, divenne noto anche col nome di Théâtre Gabriel. Le decorazioni interne vennero curate da Augustin Pajou. Il complesso, costruito internamente in legno, è internamente dipinto in falso marmo. L'eccellente acustica dell'Opéra è in gran parte dovuta ai suoi interni in legno.
Il teatro è collocato nell'estremità nord dell'Aile du Nord del palazzo. L'ingresso generale del pubblico al teatro avviene attraverso un doppio vestibolo. All'inaugurazione, tenutasi il 16 maggio 1770 in occasione del matrimonio del delfino Luigi con l'arciduchessa Maria Antonietta d'Asburgo-Lorena, venne suonato il Persée di Lully, scritto nel 1682, anno in cui Luigi XIV decise di spostare la propria corte a Versailles.
L'Opéra è utilizzata ancora oggi come teatro d'opera, per rappresentazioni e concerti, dal momento che può accomodare 712 persone al proprio interno, oppure servire come sala da ballo appianando la buca dell'orchestra, giungendo così a ospitare più di 1200 persone.

## Prima dell'Opéra
Durante i primi anni di regno di Luigi XIV, i teatri erano spesso strutture a carattere temporaneo, costruiti per particolari eventi e spesso smontati dopo il loro uso. Il primo di questi teatri venne costruito a Versailles per la festa del Plaisirs de l’Île enchantée nel 1664. Nell'area ad ovest dell'attuale Bassin d’Apollon, venne costruito un teatro temporaneo nel quale debuttò la Princesse d'Elide di Molière l'8 maggio di quello stesso anno. Durante questa festa venne costruito un ulteriore teatro all'interno del castello per rappresentare altre tre opere di Molière: Les Fâcheux, Le Mariage Forcé e Tartuffe. Nessuno di questi teatri ad ogni modo sopravvisse alla festa.
Il Grand Divertissement royal del 1668, che celebrò la fine della Guerra di Devoluzione, portò alla costruzione di un lussuoso teatro temporaneo nei giardini di Versailles, sul sito del futuro Bassin de Bacchus. Costruito in papier-mâché e dipinto a smalti con parti in marmo e lapislazzuli, il teatro diede posto a 1200 spettatori che parteciparono alla prima del George Dandin di Molière il 18 luglio di quell'anno.
La terza, o più precisamente una serie di sei feste – Les Divertissments de Versailles – si tennero da luglio ad agosto del 1674 per celebrare la seconda conquista della Franca Contea. Le feste videro un gran numero di produzioni teatrali, sempre tenutesi in teatri temporanei. Tra queste, il 4 luglio venne presentato l'Alceste di Lully nella Cour de Marbre; l'11 luglio L'Églogue de Versailles di Quinault si tenne presso il Trianon de Porcelaine; otto giorni dopo, la Grotta di Teti servì come palcoscenico per Il Malato Immaginario di Molière e l'Ifigenia di Racine debuttò il 18 agosto nel teatro costruito presso l'Orangerie.

## La creazione dei primi teatri permanenti

### LaSalle de la Comédie, 1681 - 1769
Malgrado la necessità evidente di un teatro permanente a Versailles, si attese sino al 1681 per costruire una struttura permanente per questo scopo. In quell'anno infatti, venne costruito un teatro al piano terreno del castello tra i due corpi dell'Aile du Nord e dell'Aile du Midi. L'interno del teatro, all'epoca noto col nome di Salle de la Comédie conteneva un emiciclo di sedie. Sul muro a meridione del teatro, si trovava l'Escalier des Princes che portava alla tribuna reale che era composta da una sala centrale di forma ottagonale e da due logge più piccole su ciascun lato. La Salle de la Comédie avrebbe funzionato come teatro permanente di Versailles fino al 1769, quando fu distrutta per fornire un accesso diretto ai giardini dalla Cour Royale.

### IlPetit Teatre(1688 - 1703) e l'idea di un nuovo teatro
Nel 1688, Luigi XIV ordinò la costruzione di un piccolo teatro da costruirsi nell'ala nord del Grand Trianon. Questa struttura venne distrutta nel 1703 per accomodare i nuovi appartamenti del re.
La Salle de la Comédie era stata pensata per rappresentazioni da palcoscenico, ma Versailles era alla ricerca di un teatro per produzioni più elaborate. Lo spazio adatto venne trovato nel Grand Manège (maneggio coperto) nella Grande Écurie che venne convertito per l'occasione di importanti intrattenimenti, ma aveva limitazioni di spazio. Nel 1685 Luigi XIV approvò dunque i piani per la costruzione di un teatro più grande nel quale potessero essere portate anche delle macchine sceniche. Utilizzare delle macchine sceniche significava tra l'altro come era successo per il Palazzo delle Tuileries di Parigi il disporre di una Salle des Machines (in quel caso disegnata da Carlo Vigarani). Con l'idea di costruire un teatro ancora più grandioso di quello di Parigi, il re non badò a spese per la sua nuova reggia.
La costruzione venne pianificata al termine dell'Aile du Nord, ma il progetto dovette forzatamente essere accantonato a causa dello scoppio della Guerra della Lega di Augusta che iniziò nel 1688. La costruzione venne ripresa solo sotto il regno di Luigi XV.

## Il ritorno ai teatri temporanei e la successiva conversione, 1729 - 1765

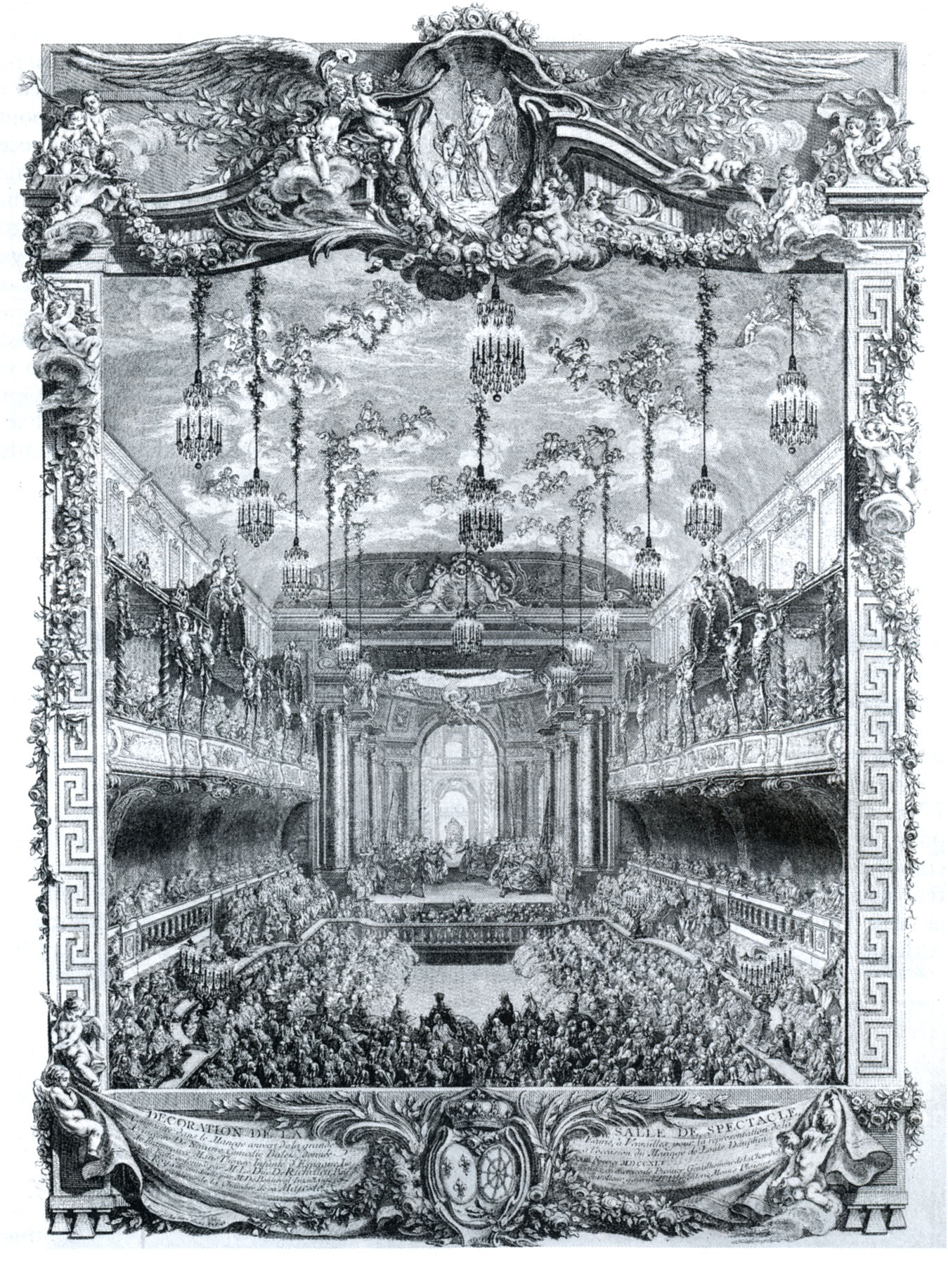
La prima de La princesse de Navarre di Rameau il 23 febbraio 1745 nella Grande Écurie, incisione di Charles-Nicolas Cochin.

Col ritorno della corte a Versailles nel 1722, gli spazi già usati da Luigi XIV si dimostrarono insufficienti per la corte. Nel 1729, come parte delle festività per le celebrazioni della nascita del Delfino, venne allestito un teatro temporaneo alla Cour de Marbre. La Salle de la Comédie ed il Manège della Grande Écurie continuarono ad essere usate come palcoscenico durante gran parte del regno di Luigi XV.
Ad ogni modo, Luigi XV cercò di trovare delle soluzioni alternative e maggiormente stabili e per questo scopo nel 1748 egli decise di convertire lo Scalone degli Ambasciatori in teatro, nel quale Madame de Pompadour prese parte ad una serie di commedie. Due anni più tardi, il teatro venne smantellato quando lo scalone venne distrutto per la costruzione degli appartamenti della principessa Maria Adelaide.
Necessitando sempre di un teatro permanente, già negli anni '40 Luigi XV aveva seriamente considerato di riprendere in mano i progetti elaborati sotto il regno di Luigi XIV per una sala degli spettacoli permanente da costruirsi nell'Aile du Nord. Ad ogni modo, a causa della Guerra dei Sette anni, la costruzione venne posticipata di altri vent'anni. Quando un incendio distrusse la Grande Écurie e il teatro del Manège nel 1751, e dato che la Salle de la Comédie era divenuta insufficiente per le produzioni teatrali dell'epoca, Luigi XV infine autorizzò l'architetto Ange-Jacques Gabriel a disegnare l'Opéra nel 1763.

## Costruzione dell'Opéra, 1765 - 1770
I lavori di costruzione dell'Opéra iniziarono all'inizio del 1765 e terminarono nel 1770. Gabriel riprese il vecchio disegno di Mansart e di Gaspare Vigarani: la Salle des Ballets, nella parte a nord del castello, che era stata abbandonata per lo scoppio della Guerra di Successione Spagnola. Una volta completato, il teatro di corte di Versailles era uno dei migliori di Francia per questo scopo, e coi suoi 712 posti era uno dei più grandi in Europa. Attualmente, è uno dei pochi teatri del XVIII secolo ad essere sopravvissuti. Il disegno di Gabriel per l'Opéra fu eccezionale per l'epoca in quanto venne realizzato a pianta ovale. Per questioni economiche, il piano dell'orchestra poteva essere portato al piano della sala, così da raddoppiarne lo spazio disponibile. Il proscenio è formato da due coppie di colonne. Rompendo lo stile classico di costruzione dei teatri italiani, i balconi erano arieggiati, sormontati da un ampio colonnato e decorati con specchi a creare l'illusione di spazi ancora più ampi. Questa nuova sala venne pianificata non solo come teatro, ma anche come sala da ballo e persino come sala delle feste e sala da pranzo. Ad ogni occasione, il teatro utilizzava diecimila candele, rendendo pertanto molto costosa la gestione dello spazio.
Il teatro aprì ufficialmente i battenti il 16 maggio 1770 con il Persée di Lully.
Il 1 ottobre 1789 le gardes du corps du roi tennero qui un banchetto per accogliere il Reggimento delle Fandre che era arrivato da poco per potenziare le difese della famiglia reale dalla folla rivoluzionaria di cui si erano sentiti i primi echi a Parigi. A questo banchetto, Luigi XVI, Maria Antonietta e il Delfino ricevettero anche il giuramento di fedeltà di queste guardie. Il giornalista rivoluzionario Jean-Paul Marat descrisse questo banchetto come un'orgia controrivoluzionaria, coi soldati che si strapparono le loro coccarde bianco-rosso-blu per indossare quelle bianche, colore che simboleggiava la casata dei Borboni. In realtà non vi sono riscontri storici di questo fatto e anche la dama di compagnia della regina, Madame Campan, non riporta questo fatto nelle sue memorie dell'epoca. Questo fu l'ultimo evento tenutosi all'Opéra durante l'Ancien Régime.
La decorazione interna del teatro venne curata da Augustin Pajou, il quale eseguì i bassorilievi a pannello che decoravano il fronte delle logge, mentre il soffitto realizzato su tela dipinta da Louis Jean-Jacques Durameau si ispirava al tema di Apollo e delle Muse.
Malgrado la splendida acustica e lo scenario opulento, l'Opéra non venne usata spesso durante il regno di Luigi XVI soprattutto a causa dei costi che essa comportava. Tra le rappresentazioni più famose di quel periodo che qui si tennero ricordiamo:
- 5 maggio 1777: revival del Castor et Pollux di Jean-Philippe Rameau per la visita dell'imperatore Giuseppe II, fratello della regina Maria Antonietta.
- 23 maggio 1782: revival de la Reine de Golconde di Michel-Jean Sedaine;
- 29 maggio 1782: revival dell'opera di Christoph Willibald Gluck, Iphigénie en Aulide e revival del balletto Ninette à la Cour di Maximilien Gardel;
- 8 giugno 1782: ballo in costume tenuto in onore del "conte e della contessa del Nord" (il granduca Paolo di Russia e la granduchessa Maria Feodorovna che stavano viaggiando in incognito.[20][21]

14 giugno 1784: revival dell'Armide di Christoph Willibald Gluck per la visita di Gustavo III di Svezia.

## L'Opéra dopo la Rivoluzione
Utilizzata originariamente solo per cerimonie legate alla corte reale e per performance straordinarie, come si è detto il teatro venne utilizzato poche volte durante il periodo regio. Durante questo periodo, ad ogni modo, ospitò delle performance di grande qualità per le classi aristocratiche e sotto il patronato della regina Maria Antonietta che adorava particolarmente il teatro.
Quando la famiglia reale lasciò Versailles nell'ottobre del 1789, il castello e l'Opéra vennero chiuse. Mentre il castello conobbe una certa attività sotto il regno di Napoleone I (ad esempio la ridecorazione di parte degli appartamento della regina per l'imperatrice Maria Luisa) e di Luigi XVIII, l'Opéra non riaprì sino al 1837 quando Luigi Filippo fece ridecorare il teatro e lo rinaugurò con Il Misantropo di Molière. Durante la visita di stato della Regina Vittoria e del principe Alberto, l'Opéra reale venne convertita in sala per banchetti per la cena di gala del 25 agosto 1855. Questo fu uno degli eventi più elaborati ospitati a Versailles durante il Secondo Impero Francese.
Nel 1872, durante la Comune di Parigi, l'Opéra venne convertita da Edmond de Joly a uso dell'Assemblea nazionale che la utilizzò sino a tutto il 1876; tra il 1876 ed il 1879, il Senato si riunì qui. Attualmente, quando l'Assemblea nazionale e il Senato si riuniscono in sessione congiunta, le riunioni si tengono a Versailles e non a Parigi. In questa occasione, de facto, Versailles torna ad essere capitale della Francia.

## L'Opéra reale dagli anni '50 del Novecento
Durante gli anni 1952-1957 si tennero i principali lavori di restauro dell'Opéra grazie alla supervisione di André Japy che riportò il teatro al suo status del 1770 (Verlet, p. 384). L'Opéra riaprì ufficialmente i battenti il 9 aprile 1957 in presenza della regina Elisabetta II del Regno Unito con una presentazione del II atto de Les Indes Galantes di Rameau. Da questo restauro, l'Opéra è stata utilizzata sempre per funzioni di stato e per eventi musicali e operistici.
L'Opéra venne chiusa nel giugno del 2007 per altri due anni di restauri. Durante quest'ultimo rinnovamento del teatro, guidato dall'architetto Frédéric Didiera, venne installata una nuova porta tagliafuoco oltre ad aver rimodernato il reparto luci ed i camerini, oltre ad aver ottenuto tutti gli spazi teatrali a disposizione dopo che il Senato decise di non servirsi di alcuna sala (ancora ne disponeva in questo spazio dall'Ottocento) dove vennero realizzati spazi come il laboratorio e degli uffici per gli attori ed i responsabili del teatro. L'Opéra riaprì i battenti nel settembre del 2009 e regolarmente sta ospitando una serie di opere, balletti e concerti, specialmente del periodo barocco e classico, associati alla Reggia di Versailles.
Attualmente, con la sua superba acustica e i magnifici decori, l'Opéra rappresenta uno dei teatri più belli del XVIII secolo in Europa.

## Galleria d'immagini
| | | | |
| Les Plaisirs de l'Ile Enchantée, teatro temporaneo costruito per la Princess d’Élide di Moliere (8 maggio 1664). Incisione di Silvestre Israël Silvestre, 1621-1691. | Grand Divertissement royal, teatro temporaneo costruito per il Georges Dandin di Moliere (15 luglio 1668). Incisione di Jean Le Pautre, 1618-1682. | Les Divertissments de Versailles, alla Cour de Marbre che servì come teatro per l'Alceste di Quinault e Lully (4 luglio 1674). | Les Divertissments de Versailles, teatro temporaneo costruito presso la Grotta di Teti per il revival de Il malato immaginario di Moliere (18 luglio 1674). Incisione di Jean Le Pautre, 1618-1682. |

| | | |
| “Presentazione della commedia-balletto La Princesse de Navarre tenutasi al maneggio della Grande Écurie di Versailles in occasione del matrimonio del Delfino con l'infanta Maria-Thérèse-Raphaëlle di Spagna (23 febbraio 1745)”. Incisione di Charles Nicolas Cochin (le Jeune), 1715-1790. | "Acis et Galatée, presentato sul teatro costruito sullo Scalone degli Ambasciatori a Versailles (23 gennaio - 10 febbraio 1749.” Incisione di Adolphe Lalauze, 1838-1906 (ca. 1890 da un disegno di Cochin). | “Ballo in maschera dato dal re al maneggio della Grande Écurie di Versailles in occasione del matrimonio del Delfino con l'infanta Infanta Maria-Thérèse-Raphaëlle di Spagna (24 febbraio 1745)”. Incisione di Charles Nicolas Cochin (il giovane), 1715-1790. |

| | | |
| “Inaugurazione dell'Opéra, 16 maggio 1770.” Jean-Michel Moreau (1741-1814).                                      | Soffitto dell'Opéra reale di Versailles. “Apollo prepara le corone per gli uomini illustri delle arti” ca. 1770. Louis Jean-Jacques Durameau (1733-1796). | Auditorium dell'Opéra di Versailles durante le celebrazioni per il matrimonio del Delfino e Maria Antonietta d'Austria nel 1770. Jean-Michel Moreau (1741–1814). |
| | | |
| “Banchetto delle guardie del corpo dato all'Opéra di Versailles, 1 ottobre 1789.” Jean-Louis Prieur (1759-1795). | Banchetto offerto da Napoleone III alla Regina Vittoria ed al Principe Alberto all'Opéra di Versailles, 25 agosto 1855. Eugène Lami (1800-1890)           | L'Opéra di Versailles convertita ad uso del Senato della Terza Repubblica, c. 1876.                                                                              |